# Copacabana (musikal)
Copacabana är en amerikansk musikal, krogshow och musikalfilm skriven av Barry Manilow runt hans hitlåt med samma namn (se vidare Copacabana (sång)). Föreställningen turnerade i USA, och är sedan 2006, möjlig för kompanier, produktionsgrupper och skolor att få licens till att uppföra.

## Handling
Året är 1948, och vi möter Tony, som jobbar som pianist på en bar, med drömmar om att bli låtskrivare. Strax möter han Lola, som strävar efter att göra framgång i showbiz och Tony blir genast betagen av henne. På Manhattans uteställe Copacabana, finner de båda snart berömmelse. Men ödet spelar dem ett spratt när Lola åker till Havanna för att jobba på en häftig nattklubb i tron att det ska leda till hennes stora genombrott. Istället möter hon Rico, en charmör av gangstertypen som driver klubben.

## Svensk produktion
Musikalen översattes till svenska och sattes upp av Linneateatern i Växjö hösten 2005. Låttexterna översattes till svenska av skådespelaren John Martin Bengtsson, som medverkade i uppsättningen i rollen som Stephen/Tony.

## Rollista

### Nutid
- Stephen – en ung låtskrivare, som även spelar rollen som Tony år 1947
- Samantha – Stephens fru, som även gör rollen som Lola La Mar år 1947

### 1947
- Tony Forte – En ung, snygg och talangfull kille som kämpar för att göra sig känd som låtskrivare på dagarna, och på kvällarna jobbar som pianist på Copacabana.
- Lola la Mar – En ung, vacker tjej vars ambitioner att bli en stjärna på Broadway blivit vilseledda.
- Gladys Murphy – En fräck, hjärteöm rökande tjej på Copacabana.
- Sam Silver – Den barske men vänlige managern på Copacabana.
- Rico Castelli – En stilfull men farlig gangster som driver The Tropicana i Havanna.
- Conchita Alvarez – En sann ögonfröjd till latinatjej och  Ricos sen länge lidande partner/flickvän.
- McManus – Polis i New York av irländskt påbrå.
- Willie – Servitör på Copacabana.
- Carlos – Showartist på The Tropicana.
- Luis – Ricos framtvingare och skyddsvakt.
- Skip – Huskoreograf på Copacabana.
- Maitre D' – Den snorkiga hovmästaren/värden på Copacabana.
- Garderobstjejen – Jobbar på Copacabana.
- Pianoackompanjatören
- Herrarna Hammerstein, Rodgers, Lerner och Lowe – Prövar Lola för auditioner till musikaler.
- Röst – Spelar en rad författare, producenter, en skivproducent.
- Mr. Brill – Musikutgivare.
- En till musikutgivare – Inga repliker.
- Hallåman – På The Tropicana.
- Piratkapten – På The Tropicana, i El Bravo
- Veronica Lake – Inga repliker
- Hennes kavaljer – Inga repliker
- 3 st Bolero-par
- Ensemble – Showgirls, Showboys, Copa-tjejer, Copa-killar, Tropicana-killar, Tropicana-tjejer, Copa-gäster, Tropicana-gäster, pirater, piretter, poliser, servitörer, diskplockare, sjömän, flotta herrar, skurkar, folk på audition, pendlare, bärare, Rosie nitaren, en sjuksköterska, en frälsningssoldat.